# Die Story von Monty Spinnerratz

Die Story von Monty Spinnerratz ist ein Fantasy-Kinderfilm von Michael F. Huse aus dem Jahr 1997. Das Studioprojekt wurde von Monty Film in Koproduktion mit Warner Bros. sowohl in Deutschland als auch in den USA realisiert und ist der erste Kinofilm mit der Augsburger Puppenkiste. Der Geschichte zugrunde liegt das US-amerikanische Kinderbuch A Rat’s Tale von Tor Seidler.

## Handlung
Im Labyrinth der New Yorker Kanalisation verhindern fleißige Ratten, die im Film von den Marionetten der Augsburger Puppenkiste gespielt werden, dass Manhattans Abwassersystem in Treibgut und Müll erstickt. Der millionenschwere Immobilienspekulant Mr. Dollart plant den Bau eines Parkhauses in den stillgelegten Hafenanlagen und will zuvor noch die dort in der Kanalisation lebenden Ratten vernichten. Zu diesem Zweck lässt Mr. Dollart ein eigens von Professor Plumpingham entwickeltes Gift in den Straßen der Stadt versprühen.
Allerdings hat Mr. Dollart seine Rechnung ohne den mutigen Rattenjungen Monty Spinnerratz und das hübsche Rattenmädchen Isabella Nobelratz gemacht. Entschlossen nehmen die beiden den Kampf gegen Mr. Dollart auf. Auch im Großen Rattenrat formiert sich Widerstand: Geübt in politischen Plattitüden gründet dort Isabellas Vater, Präsident Hugo Nobelratz, die Aktion RdR (Rettung der Ratten). Weil Menschen nur die Sprache des Geldes verstehen, wollen die Ratten Geld einsammeln und anschließend Mr. Dollart die Hafenanlagen abkaufen. Währenddessen gelangt das Gift weiter in die Kanalisation. Das einzige Mittel gegen das Gift ist die Heilpflanze Sambucina. Allerdings sind deren Vorräte aufgebraucht, sodass die Ratten die Katastrophe nicht mehr aufhalten können. Da erinnert Onkel Monty senior seinen Neffen Monty junior an die drei geheimnisvollen Muscheln. Die hatte ihm Tante Charlotte aus Mexiko mitgebracht. Die Muscheln sind der Schlüssel zu der vergessenen Indianerhöhle Mana-hatin, wo Sambucina noch immer gedeiht.
Als Mr. Dollart selbst von seinem Gift getroffen wird und anschließend bewusstlos zusammenbricht, erkennen Monty und Isabella ihre Chance und machen sich zusammen mit dem Kanaligator Charon auf den Weg nach Mana-hatin. Nachdem sie das Sambucina gefunden und Mr. Dollart damit geheilt haben, bedankt sich dieser bei den beiden Ratten und entschließt sich dazu das Bauprojekt zu verwerfen.

## Wissenswertes
- Charon der Kanaligator ist keine Figur aus der Literaturvorlage. Um Isabella Nobelratz und Monty Spinnerratz einen furchtlosen Dialogpartner, zudem als Transportmittel durch die Regenwasserkanäle, zur Seite zu stellen, wurde Kanaligator Charon von den Drehbuchautoren hinzu erfunden. Charons Schlafplatz, der Friedhof der verstoßenen Haustiere, liegt im Kanal 237. Diese Nummer entspricht der Zimmernummer des Hotels aus Stanley Kubricks Horrorfilm Shining.
- Da anfangs die Herleitung des Namens Monty Spinnerratz aus Spinner und Ratte weniger geläufig war, taucht der Filmtitel mitunter auch in der Schreibweise mit nur einem „r“ auf. In den USA startete der Film mit dem Titel A Rat’s Tale.
- Abweichend zu den für Fernsehproduktionen der Augsburger Puppenkiste gebauten Sets (unter anderem Jim Knopf und Lukas der Lokomotivführer, Urmel aus dem Eis) haben die Dekorationen für den Kinofilm in CinemaScope den Maßstab 1:1, und das Wasser ist real. Der Film ist das erste Projekt, das in dem 1996 erbauten Studiokomplex von Warner Bros. in Bottrop realisiert wurde.

## Auszeichnungen
1997 ging an Die Story von Monty Spinnerratz der Bayerische Filmpreis in der Kategorie: Bester Kinderfilm.